# Jade (DC Comics)
Jade, il cui vero nome è Jennifer-Lynn Hayden, è un personaggio dei fumetti DC Comics. È una supereroina, affettuosamente chiamata, "Jenie" o "Jen", è figlia di Alan Scott, la Lanterna Verde della Golden Age. Sua madre è Rose Canton, criminale della Golden Age conosciuta come Thorn. Jennifer-Lynn ha un fratello gemello, Todd James Rice, il supereroe, Obsidian.
Insieme ad Obsidian, Jade fu uno dei membri fondatori dell'Infinity, Inc.. Ha lavorato sia con la Justice League of America che con la Justice Society of America, e più recentemente fu membro e capo degli Outsiders. Fu anche un membro del rinato Corpo delle Lanterne Verdi dopo che le fu concesso un anello del potere di riserva. È stata sentimentalmente impegnata, con Brainwave, alias di Hank King, e con la Lanterna Verde, alias di Kyle Rayner. È la prima Lanterna Verde di sesso femminile della Terra.

## Biografia del personaggio

### Origini
La madre di Jade, Rose, si sposa per un brevissimo periodo con Alan Scott, scappando dopo aver concepito i propri figli, temendo che Alan potesse far loro del male. Li diede in adozione e si separano. Jennie-Lynn venne adottata da una coppia nel sobborgo di Milwaukee. Jennie seppe di avere un fratello gemello solo al termine della sua adolescenza. Poco dopo che lei e Todd si incontrarono, supponendo di essere i figli di Alan Scott, tentarono di unirsi alla Justice Society of America. Furono respinti, ma si unirono ad un altro gruppo formato dai figli e protetti dei membri della JSA per formare la Infinity, Inc.
A causa dell'eccessiva esposizione alla magia di suo padre, lei e suo fratello nacquero con poteri metaumani, sebbene Jade ne fece sfoggio solo quando si dovette difendere da un abuso sessuale quando era bambina. I poteri di Jade rassomigliano molto a quelli di Alan: è in grado di generare dell'energia verde e di formare con la propria immaginazione dei costrutti. Jade lasciò la sua carriera di modella in California per seguire il sogno di diventare fotografa a New York City. Qui divenne compagna di stanza di Kyle Rayner del quale, infine, divenne l'amante. Nello scontro con Starheart perse momentaneamente i suoi poteri. Dopo di ciò, Kyle Rayner le donò un anello del potere ed una batteria di riserva, così divenne la prima Lanterna Verde femmina della Terra e membro del Corpo delle Lanterne Verdi. I suoi poteri furono ricostituiti per la prima volta quando Kyle venne posseduto dalla personificazione della "volontà" nota come Ion. Infine, il suo anello passò a John Stewart. Successivamente scoprì di possedere i poteri di sua madre, di manipolazione delle piante, quando riuscì a convincere un roseto ad attaccare un rapinatore in fuga. Mentre si godeva un viaggio su un pianeta alieno, Kyle Rayner gli rivela che la sua pelle conteneva clorofilla, e quindi poteva fotosintetizzare la luce solare esattamente come una pianta.
I suoi poteri interni sono però più simili a quelli di Alan Scott. Può creare costrutti di luce solida di energia verde emessa dai marchi a forma di stella posti sui palmi delle sue mani, inoltre è in grado di volare. L'anello del potere necessita di essere ricaricato dalla relativa batteria ogni 24 ore. Anche il suo anello ha una limitazione, a causa dell'impurità gialla, il colore della paura, che la costringe ad affrontare le sue paure attraverso l'espressione di una maggior forza di volontà.
Quando Kyle Rayner lascia la Terra dopo il violento e vittorioso scontro sul suo amico Terry Berg, Jade volle andare con lui. Tuttavia, dopo numerose missioni, Jade decise di ritornare sulla Terra. Qui si innamora di un altro uomo, terminando la sua relazione con Kyle. Recentemente divenne membro, ed infine capo degli Outsiders. In questo periodo Jade aiutò Donna Troy ed un gruppo di alunni dei Titans in una battaglia contro i Titans of Myth.
In Green Lantern: Rebirth, Jade e suo padre assistettero i Guardiani dell'Universo e il Corpo delle Lanterne Verdi nella battaglia contro Parallax, battaglia che si concluse con la sconfitta e l'imprigionamento dell'entità parassitica della paura.
In Crisi infinita, Donna Troy guida nello spazio un gruppo di eroi terrestri, Jade inclusa, nel tentativo di riparare una fenditura dimensionale. Anche il Corpo delle Lanterne Verdi, rappresentato da Kyle Rayner e Kilowog, rispose a questa minaccia.
In Rann-Thanagar War Infinite Crisis Special, Jen morì tentando di fermare Alexander Luthor Jr. dal tentativo di dividere l'universo in un multiverso. La sua coscienza rimase all'interno del suo potere, finché i suoi poteri derivanti dalla Starheart non si fusero con Kyle. Questa fusione risvegliò l'entità sopita di nome Ion, che Kyle, inconsciamente, aveva dentro di sé, rendendola di conseguenza molto più potente.

### Un anno dopo
Un anno dopo la Crisi Infinita, Alan Scott giacque in coma dopo un attacco del Fantasma Gentiluomo. La Jade originale comparve per dirgli addio. Diede a suo padre una porzione della sua energia verde. Lo perse durante un malfunzionamento dello Zeta Beam, durante la Crisi Infinita.

### La notte più profonda
Durante il crossover, La notte più profonda, le spoglie di Jade furono rianimate come membro del Corpo delle Lanterne Nere dopo l'arrivo di un anello nero del potere potenziato dalla morte. Ora, una Jade non morta e senz'anima, tentò di utilizzare l'amore di Kyle per lei contro di lui. Tuttavia, Kyle, dopo aver assistito al furioso attacco dei non morti sul pianeta Oa, è dolorosamente conscio che la donna presente non è veramente Jade, ma il suo cadavere rianimato. Pieno di rabbia, tenta di distruggere la Lanterna Nera, dato che la vedeva come una dissacrazione ed un abominio, alla memoria e alle spoglie della donna che amava. Tuttavia Jade si ricostituì, e, dopo averlo catturato, iniziò a tormentarlo con i costrutti di energia nera di Alexandra De Witt, Donna Troy, sua madre Moira Rayner, e di sé, per ricordargli i suoi fallimenti nei tentativi di salvare le donne che gli stavano più a cuore. La battaglia tra Kyle e Jade fu interrotta dall'arrivo di Soranik Natu. Jade e Soranik si scontrarono, sia fisicamente che verbalmente, mentre Jade faceva commenti incivili e volgari. Infine, Soranik colpì Jade sulla bocca con un pugno attivando il suo anello. In quel momento, l'anello della Lanterna Nera registrò che i livelli di potere degli anelli neri generali avevano raggiunto il 100%. Come tali, tutte le Lanterne Nere ebbero una nuova direttiva: dirigersi verso la Batteria del Potere Centrale di Oa. Completamente trascurando i suoi avversari, Jade volò verso il suo nuovo obiettivo, con la mano di Soranik ancora in bocca. Tuttavia, Kyle riuscì a separarli. Per salvare la Batteria del Potere, Kyle si sacrificò coraggiosamente per sconfiggere l'armata dei non-morti.  Fortunatamente, nonostante le sue ferite critiche, Kyle fu resuscitato da Soranik e dal membro delle Star Sapphires, Miri Riam.

## Versioni alternative

### Kingdom Come
Nella miniserie di Mark Waid e Alex Ross Kingdom Come, Jade, ora più matura, prese il mantello di Lanterna Verde dopo Kyle Rayner. Gli sforzi di Jade, insieme all'assistenza di altri, permise di salvare alcuni sopravvissuti, compresi lei e suo padre, nel momento in cui le Nazioni Unite gettarono una bomba H sui metaumani nel corso della battaglia finale.
In Tangent Comics, la versione di Jade di Terra-9 è una donna asiatica con il potere di tramutare i suoi tatuaggi in draghi viventi.

### 52
Nel numero finale di 52, fu rivelato un nuovo multiverso, consistente di 52 realtà identiche. Tra le 52 realtà mostrate ne esiste una denominata "Terra-2". Come risultato del mangiare aspetti di queste realtà di Mr. Mind, prese aspetti visivi simili alla Terra-2 pre-Crisi, inclusa Jade tra i personaggi della Justice Society of America. I nomi dei personaggi e della squadra non furono menzionati nel pannello in cui comparvero, ma Jade era molto simile all'incarnazione di Jade di Jennifer-Lynn Hayden.
Nel novembre 2008, fu reso noto che la Jade di Terra-2 era ancora viva, ma senza padre - sul suo mondo, suo padre, Lanterna Verde (Alan Scott) è morto. Jade è un membro della Justice Society Infinity, a causa di una fusione tra la Justice Society of America e la Infinity, Inc..
Basato su un commento di Grant Morrison, questo universo alternativo non è la Terra-2 pre-Crisi.

### Manhunter
Nel numero finale di Manhunter, che ebbe luogo nel futuro, comparve una nuova Jade, la figlia di Obsidian. Questa versione era un'adolescente asiatica chiamata così in onore di sua zia. Sembrò avere poteri basati sulla luce e sembrò essere una supereroina attiva.

## Nicki Jones
In 52 Settimana 11, Donna Troy fu presentata con la prova che fu lei, e non Jade, a morire tentando di fermare il giovane Luthor. In 52 Settimana 29, una giovane donna di nome Nicki Jones fu presentata come membro della nuova Infinity, Inc. di Luthor, sotto il nome di Jade. Studentessa di arti grafiche del San Francisco Art Insititute, Jones possedeva l'abilità di proiettare viti splendenti dalle unghie, l'abilità di volare e poteri di energia verde. Debuttò alla parata del Ringraziamento solo per essere attaccata da Obsidian, che l'accusava di voler rubare l'eredità di sua sorella.
In 52 Settimana 40, i membri della Infinity, Inc., con l'eccezione di Jones, Natasha Irons, ed il recentemente scomparso Jacob Colby (Skyman), batterono Acciaio e i Teen Titans e quindi li arrestarono. Comparve quindi in 52 Settimana 50 e World War III, insieme al resto della Infinity, Inc. Tuttavia, il gruppo era troppo spaventato per battersi contro Black Adam e si diede alla fuga.